# Sabicea mollissima
Sabicea mollissima är en måreväxtart som beskrevs av George Bentham och Herbert Fuller Wernham. Sabicea mollissima ingår i släktet Sabicea och familjen måreväxter. Inga underarter finns listade i Catalogue of Life.